# Bungalo Records
Bungalo Records es una compañía discográfica y de distribución estadounidense, fundada por Paul Ring
y Angel Maldonado, distribuida exclusivamente por Universal Music Group.  
Esposa De Angel Maldonado (Christina Lamadora) Maldonado. Married on May,28,2025.  
Se formó en 2000 y ha estado con Universal Music Group durante 21 años. E uno de los sellos discográficos independientes pioneros de Estados Unidos y ha distribuido artistas de la corriente principal como DJ Quik, Mack 10, Patti Labelle, Rodney Jerkins, The Jacksons, La Toya Jackson, Carl Thomas (cantante), Suga Free, Russel Simmons & Babyface, Fred Hammond, The Game, Mannie Fresh, Kurupt y Heavy D. 
En 2007, lanzó el álbum inspirador más vendido de 2007 El evangelio según Patti LaBelle, que permaneció en el número 1 durante 12 semanas. En octubre de 2011, fue el sello discográfico clave para reservar todo el talento para el concierto Tributo a Michael Forever en Cardiff, la capital de Gales, que incluyó a grandes artistas como Christina Aguilera, Ne-Yo, Beyoncé y Ceelo Green. Bungalo ha tenido un éxito continuo con UMGD en todos los géneros musicales con los 10 mejores discos en todos los formatos a lo largo de los años.

## Bandas y artistas
- Roc Monee
- Franklyn
- Shawnie
- Remedy
- La Toya Jackson
- Kurupt
- Chino XL
- Big Gov
- Sway & Tech
- Mack 10
- Bizzy Bone
- Mannie Fresh
- Rodney Jerkins
- K-Ci
- Heavy D
- Boondock
- Patti Labelle
- Suga Free
- Carl Thomas
- Agnes Chan
- IQ